# Emil Byk
Emil Byk (ur. 14 stycznia 1845 w Janowie obok Trembowli, zm. 23 czerwca 1906 w Wiedniu) – żydowski prawnik i działacz społeczny, rzecznik asymilacji politycznej Żydów w Polsce. Adwokat w Brodach, poseł do Rady Państwa VIII, IX i X kadencji (1891-1906).

## Życiorys
Pochodził z postępowej rodziny żydowskiej. Ukończył szkoły ludowe i C.K. I Gimnazjum w Tarnopolu. Następnie ukończył studia prawa na Wydziale Prawa Uniwersytetu Lwowskiego, uzyskując stopień doktora. Pracował jako adwokat (m.in. w 1873 w Tarnopolu jako adwokat i obrońca w karnych sprawach w okręgu c. k. sądu obwodowego w Tarnopolu), był wiceprezesem Izby Adwokackiej we Lwowie.
Od 1879 zasiadał w Prezydium gminy żydowskiej we Lwowie, był jej wiceprezesem, w latach 1903-1906 był jej przewodniczącym. Od 1880 był członkiem rady miejskiej we Lwowie. Był posłem do austriackiej Rady Państwa w Wiedniu, gdzie stale należał do Koła Polskiego.
2 czerwca 1885 w Buczaczu przemawiał na zgromadzeniu wyborczem przeważnie izraelitów.
W 1895 wraz z Arnoldem Rappaportem otrzymał członkostwo honorowe Stowarzyszenia Rękodzielników Żydowskich „Jad Charuzim” w Sanoku za wyjednanie zwolnienia izraelitów od niedzielnego spoczynku. Został obywatelem honorowym Brodów i Złoczowa. W 1905 obchodził 25-lecie zawarcia małżeństwa.
Zmarł nagle na atak serca w hotelu w Wiedniu. W eksportacji jego zwłok towarzyszyli m.in. najwybitniejsi reprezentanci Koła Polskiego, Rady Państwa oraz władz. Pochowany został na cmentarzu żydowskim we Lwowie.